# Okręg wyborczy nr 47 do Sejmu Polskiej Rzeczypospolitej Ludowej (1989–1991)
Okręg wyborczy nr 47 do Sejmu Polskiej Rzeczypospolitej Ludowej (1989–1991) obejmował Szczecinek oraz gminy Barwice, Białogard, Białogard (gmina wiejska), Biały Bór, Bobolice, Brzeźno, Czaplinek, Drawsko Pomorskie, Grzmiąca, Kalisz Pomorski, Karlino, Ostrowice, Połczyn-Zdrój, Rąbino, Silnowo, Sławoborze, Szczecinek (gmina wiejska), Świdwin, Tychowo, Wierzchowo i Złocieniec (województwo koszalińskie). W ówczesnym kształcie został utworzony w 1989. Wybieranych było w nim 4 posłów w systemie większościowym.
Siedzibą okręgowej komisji wyborczej był Szczecinek.

## Wybory parlamentarne 1989

### Mandat nr 184 –Polska Zjednoczona Partia Robotnicza
| Kandydat | I tura | I tura | II tura | II tura |
| Kandydat | Głosów | %      | Głosów  | %       |
| --- | ------ | ------ | ------- | ------- |
| Zofia Wilczyńska                                                                                              | 20 073 | 24,01  | 21 465  | 46,85   |
| Jan Wołosiak                                                                                                  | 11 629 | 13,91  | 17 336  | 37,84   |
| Henryk Czarnota                                                                                               | 8134   | 9,73   | —       | —       |
| Henryk Rak | 6633   | 7,93   | —       | —       |
| Marian Krawczak                                                                                               | 5062   | 6,05   | —       | —       |
| Stanisław Karaźniewicz                                                                                        | 3099   | 3,71   | —       | —       |
| Liczba głosów ważnych: 83 619 (I tura) • 45 814 (II tura) Źródło: Państwowa Komisja Wyborcza I tura i II tura |        |        |         |         |

### Mandat nr 185 –Zjednoczone Stronnictwo Ludowe
| Kandydat | I tura | I tura | II tura | II tura |
| Kandydat | Głosów | %      | Głosów  | %       |
| --- | ------ | ------ | ------- | ------- |
| Stefan Ryder                                                                                                  | 17 291 | 19,23  | 19 108  | 41,56   |
| Piotr Różanowski                                                                                              | 14 079 | 15,65  | 17 927  | 38,99   |
| Władysław Święs                                                                                               | 13 929 | 15,49  | —       | —       |
| Władysław Lubera                                                                                              | 12 079 | 13,43  | —       | —       |
| Liczba głosów ważnych: 89 940 (I tura) • 45 977 (II tura) Źródło: Państwowa Komisja Wyborcza I tura i II tura |        |        |         |         |

### Mandat nr 186 – bezpartyjny
| Kandydat                                                         | Głosów | %     |
| ---------------------------------------------------------------- | ------ | ----- |
| Bogusław Pałka                                                   | 59 600 | 65,82 |
| Andrzej Górecki                                                  | 7879   | 8,70  |
| Włodzimierz Weyna                                                | 7107   | 7,85  |
| Wiktoria Szymczak                                                | 6057   | 6,69  |
| Jerzy Gordziejczyk                                               | 4440   | 4,90  |
| Liczba głosów ważnych: 90 549 Źródło: Państwowa Komisja Wyborcza |        |       |

### Mandat nr 442 –Polska Zjednoczona Partia Robotnicza
| Kandydat                                                         | Głosów | %     |
| ---------------------------------------------------------------- | ------ | ----- |
| Tadeusz Jemioło                                                  | 17 302 | 37,71 |
| Stanisław Żak                                                    | 13 857 | 30,20 |
| Liczba głosów ważnych: 45 878 Źródło: Państwowa Komisja Wyborcza |        |       |